# サン・マルティーノ・イン・リーオ
サン・マルティーノ・イン・リーオ（伊: San Martino in Rio）は、イタリア共和国エミリア＝ロマーニャ州レッジョ・エミリア県にある、人口約8,200人の基礎自治体（コムーネ）。

## 地理

### 位置・広がり

#### 隣接コムーネ
隣接するコムーネは以下の通り。括弧内のMOはモデナ県所属を示す。
- カンポガッリアーノ (MO)
- コッレッジョ
- レッジョ・エミリア
- ルビエーラ

### 気候分類・地震分類
サン・マルティーノ・イン・リーオにおけるイタリアの気候分類 (it) および度日は、zona E, 2394 GGである。
また、イタリアの地震リスク階級 (it) では、zona 3 (sismicità bassa) に分類される。

## 行政

### 分離集落
サン・マルティーノ・イン・リーオには、以下の分離集落（フラツィオーネ）がある。
- Gazzata, Marzano, Osteriola, Stiolo, Trignano